# Коули, Билл
Уильям Мейлс Коули (англ. William Mailes Cowley; 12 июня 1912, Бристоль — 31 декабря 1993, Оттава) — канадский хоккеист, игравший на позиции центрального нападающего; двукратный обладатель Кубка Стэнли в составе «Бостон Брюинз» (1939, 1941), двукратный обладатель Харт Мемориал Трофи.

## Биография

### Игровая карьера
После удачного сезона в «Галифакс Вулверинз», где он стал с 50 очками лучшим бомбардиром команды, Коули присоединился к клубу НХЛ «Сент-Луис Иглз», в котором отыграл целый сезон. По окончании сезона стал свободным агентом, поскольку команда прекратила своё существование из-за финансовых проблем и стал игроком «Бостон Брюинз», где ярко отыграл в сезоне 1935/36, несмотря на то что он не был лидером атаки команды.
В последующие годы Коули стал играть более результативно, входя в число лучших бомбардиров своей команды, с которой в 1939 году завоевал Кубок Стэнли, став с 42 очками лучшим бомбардиром «Брюинз» и третьим бомбардиром НХЛ по итогам сезона. В сезоне 1939/40 Коули, заработав за сезон 40 очков, вошёл в первую пятёрку бомбардиров лиги, а первые три места заняли игроки «Брюинз», что являлось одним из уникальных достижений в истории команды. В сезоне 1940/41 Коули стал лучшим бомбардиром лиги с 62 набранными очками, выиграл Харт Мемориал Трофи, как игрок, который внёс наибольший вклад в успех своей команды и выиграл Кубок Стэнли (второй в своей карьере и третий в истории клуба), хотя при этом сыграл только две игры в плей-офф.
Во время Второй мировой войны несколько игроков «Брюинз» были призваны на службу в Канадские вооружённые силы. Коули продолжил играть в НХЛ, но из-за перелома челюсти, полученной в одном из матчей в НХЛ, пропустил остаток сезона. В сезоне 1942/42 он заработал 72 очка, став лучшим бомбардиром «Брюинз» и вторым бомбардиром лиги, а также получил второй в карьере Харт Мемориал Трофи и вошёл в Первую команду звёзд по итогам сезона. В двух следующих сезонах он был также результативен, зарабатывая более 65 очков за сезон, входя в число лучших бомбардиров НХЛ.
Его последним сезоном в карьере стал сезон 1946/47, по окончании которого завершил карьеру в возрасте 35 лет, обойдя по набранным очкам Сида Хоу.

### Признание
В 1968 году стал членом Зала хоккейной славы.
Вошёл в список 100 лучших игроков НХЛ по версии журнала The Hockey News, где занял 53-е место.

### Смерть
Умер 31 декабря 1993 года в Оттаве от сердечного приступа на 82-м году жизни.